# Tyler Zeller
Tyler Paul Zeller (Visalia, Califòrnia, 17) és un jugador de bàsquet nord-americà que pertany a la plantilla dels Boston Celtics de l'NBA. Amb 2,13 metres d'alçada, juga en la posició de pivot.
És germà dels també jugadors de l'NBA Luke Zeller (n. 1987) i Cody Zeller (n. 1992), i nebot del que fóra també jugador professional Al Eberhard.